# Simon de Worcester
Simon († 20 mars 1150) est un prélat anglais du XIIe siècle devenu évêque de Worcester.

## Biographie
Simon était le chapelain et chancelier d'Adélaïde de Louvain, la seconde épouse du roi d'Angleterre Henri Ier avant d'être élu pour le siège de Worcester vers 29 mars 1125. Il a été ordonné prêtre le 23 mai 1125 et consacré le 24 mai 1125 à Cantorbéry par l'archevêque Guillaume de Corbeil.
Il meurt vers 20 mars 1150.